# ان‌جی‌سی ۲۵۵
ان‌جی‌سی ۲۵۵ (انگلیسی: NGC 255) نام یک کهکشان مارپیچی میله‌ای در صورت فلکی نهنگ است.